# Yamaha YZF-R6
La Yamaha YZF-R6 es una motocicleta deportiva fue fabricada por Yamaha en Japón y exportada a varios países.
Fue lanzada en 1999, un año después de su predecesora, la Yamaha FZR600. Los modelos más simples pueden llegar a costar hasta 9.599,00 dólares estadounidenses.Empezó en el año 1999 y en el 2001 recibió unos ligeros cambios tanto estéticos como mecánicos.En 2003 su estética cambió mucho y además fue cuando se pasó a la inyección directa.

## Historia
La Yamaha YZF-R6 se introdujo en 1999 como la versión Superbike de la Yamaha YZF-R1 hyperbike, y como un complemento de la calle más orientado Yamaha YZF600R moto deportiva que continuó siendo vendido junto con la R6. La motocicleta ofrecido completamente nuevo diseño de Yamaha con motor capaz de producir más de 108 CV (81 kW), mientras está parada. La R6 fue la primera producción mundial de 600cc de cuatro tiempos de motos capaces de producir más de 100 CV (75 kW).
La YZF-R6 ha sido revisada varias veces desde su introducción. A partir del modelo 2003, se convirtió en la R6 de inyección de combustible . El modelo del año 2006 fue una importante actualización con un sistema de gestión del motor nuevo con el YCC-T paseo por cable del acelerador y un multi-placa de embrague deslizante . El modelo 2008 incorpora el sistema YCC-I de longitud variable sistema de admisión para optimizar la potencia al motor de alto rpm y un diseño mejorado Deltabox marco.